# 今西正男
今西 正男（いまにし まさお、1931年3月27日 - 2000年8月14日）は、日本の男性俳優、声優。京都府出身。最終所属は東京俳優生活協同組合。

## 略歴
明治大学文学部卒。
大学入学前からやまびこ会で活動。
テアトル・エコー、1954年、劇団泉座、1955年、劇団葦、1956年、庶民劇場、NHK放送劇団4期生、1959年、PTC芸能部、1960年、東京俳優生活協同組合に所属。
2000年8月14日に死去。69歳没。

## 人物
特技は関西弁。趣味は義太夫、読書、旅行、味。
アニメ草創期から活躍していた。独特のしわがれ声での叫び声が印象的。特撮番組では多数の怪人役を演じていた。

## 後任
今西の死去後、持ち役を引き継いだ人物は以下の通り。
| 後任     | 役名               | 概要作品                            | 後任の初担当作品           |
| -------- | ------------------ | ----------------------------------- | -------------------------- |
| 稲葉実   | バギーラ           | 『ジャングル・ブック』              | 『ジャングル・ブック2』    |
| 伊井篤史 | 船長               | 『巨神ゴーグ』                      | 『サンライズ英雄譚R』      |
| 堀之紀   | 船長               | 『巨神ゴーグ』                      | 『スーパーロボット大戦BX』 |
| 天田益男 | オハラ             | 『西部悪人伝』                      | ソフト版追加録音部分       |
| 石田圭祐 | トレッシリアン     | 『名探偵ポワロ ポワロのクリスマス』 | ソフト版追加録音部分       |
| 北川米彦 | ジョナサン・ケント | 『新スーパーマン』                  | シーズン2                  |

## 出演
※太字はメインキャラクター。

### テレビドラマ
- チャンピオン太 第22話「荒れ寺の決闘」（1962年、CX） - 今西
- 木下恵介・人間の歌シリーズ　俄－浪花遊侠伝（1970年、TBS）
- 長崎犯科帳第18話「忠四郎危機一髪」（1975年、NTV / ユニオン映画）
- 大河ドラマ（NHK）
  - 黄金の日日（1978年）第17話「乱世独歩」 - 番頭
  - おんな太閤記（1981年）
  - 峠の群像（1982年） - 岸部屋九郎兵衛
  - 山河燃ゆ（1984年）
  - いのち（1986年)
  - 独眼竜政宗（1987年） - 原田休雪斎
  - 春日局（1989年） - 穴山梅雪
  - 翔ぶが如く（1990年） - 二条斉敬
- NHK連続テレビ小説
  - おしん（1983年）　-　桜木
  - ノンちゃんの夢（1988年）
  - 君の名は（1991年）
- 満員御礼（1972年、NHK） - 福田金二郎
- パパと呼ばないで 第3話（1972年-1973年、NTV）
- 純愛山河 愛と誠 第4話「君のためなら死ねる」（1974年、12ch） - 太賀誠の父
- もうひとつの春（1975年、TBS）
- 俺たちの旅 第20話「本気になって生きていますか?」（1975年、NTV・東宝）
- 江戸の旋風（1975年、CX・東宝）
- あかんたれ
- ご存知!女ねずみ小僧 第1話「夜のお江戸に灯がともる」（1977年、CX / 松竹） - 利兵衛
- 七人の刑事（1978年、TBS）
- 白い巨塔（1978年、CX） - 藤田事務局長
- 太陽にほえろ!（東宝 / NTV）
  - 第321話「朝顔」（1978年） - 田中太郎
  - 第463話「六月の鯉のぼり」（1981年） - 作業主任
  - 第544話「屈辱」（1983年）
  - 第625話「四色の電車」（1984年） - 大阪府警刑事
  - 第641話「二度死んだ女」（1985年） - 大石刑事
  - 第718話「そして又、ボスと共に」（1986年） - 西署刑事
- 新五捕物帳 第24話「御赦免船に散った花」（1978年） - 版元
- 大空港 第32話「空港美女連続殺人事件! 都会の孤独」（1979年） - レストラン支配人
- 熱中時代・刑事編 第12話「熱中チーム九回逆転」（1979年、日本テレビ） - 天野
- 噂の刑事トミーとマツ（TBS / 大映テレビ）
  - 第1シリーズ
    - 第8話「きまった!トミーの投げ銭」（1979年） - 地面師
    - 第55話「トミマツ卒倒! 真冬に出たぞ女幽霊」（1981年） - 寿司職人

  - 第2シリーズ（1982年）
    - 第4話「トミー失神! マツの死を呼ぶ警察手帳」 - クリーニング店主
    - 第36話「ジャッキートミーの グラグラ酔拳」 - 魚屋店主
- Gメン'75（TBS / 東映）
  - 第207話「婦人警官連続射殺事件」（1979年） - タイル会社社長
  - 第236話「国会議員宿舎の連続強盗事件」（1979年） - 宮坂署署長
  - 第273話「怪談・死霊の棲む家」（1980年） - 黒谷署署長
  - 第276話「夜泣く女の骸骨」（1980年） - 黒谷署署長
  - 第285話「満月の夜 女の血を吸う男」（1980年） - 黒谷署署長
  - 第290話「X'masカードの中の人骨」（1980年） - 黒谷署署長（警視）
  - 第296話「雪の夜 悪魔が生んだ赤ん坊」（1981年） - 黒谷署署長
  - 第302話「露天風呂に浮かんだ白い死体」（1981年） - 黒谷署署長
  - 第335話「女刑事に恐怖が這いよる時」（1981年） - 三宮北署捜査課捜査主任
  - 第351話「幽霊の指紋」（1982年） - 黒谷署署長
- Gメン'82（1983年、TBS / 近藤照男プロダクション）
  - 第10話「燃えよ！香港少林寺」 - 香港シンジケートの刺客の声
  - 第11話「吼えろ！香港少林寺」 - 香港シンジケートの刺客の声
  - 第16話「花嫁強盗団」 - 本庄謙二署長
- 特捜最前線（ANB / 東映）
  - 第156話「乗り逃げ女はリンゴがお好き!」（1980年）
  - 第359話「哀・弾丸・愛 7人の刑事たち」（1984年）
  - 第420話「女未決囚408号の告白!」（1985年）
  - 第451話「暴走・ロード募金殺人行!?」（1985年） - 関谷
  - 第455話「絆・ミッドナイトコールに殺しの匂い!」（1986年）
  - 第507話「桜井警部補・哀愁の十字架」（1987年） - 沢井巡査
- 警視-K 第7話「太陽が上に向いている」（1980年、NTV） - 国際工務店社長・山崎正男
- 大江戸捜査網（12ch / 三船プロ）
  - 第441話「女隠密怒りの逆襲」（1980年）
  - 第496話「鈴の音が殺しを呼ぶ」（1981年）
  - 第522話「錠前師の哀歌」（1981年） - 平戸屋
- 俺はおまわり君（1981年、NTV）
- 斬り捨て御免! 第2シリーズ 第24話「死を呼ぶ子守唄」（1981年、12ch） - 島屋吉兵衛
- 御宿かわせみ 第2シリーズ 第9話「幼なじみ」（1982年、NHK） - 植木屋甚兵衛
- 文吾捕物帳 第14話「紅かんざしの絆」（1982年、ANB / 三船プロ）
- ふぞろいの林檎たち（1983年、TBS）
- 昭和四十六年 大久保清の犯罪（1983年、TBS）
- 事件記者チャボ!（NTV）
  - 第1話（1983年） - おじさん
  - 第17話「チャボっと見ていた少年!」（1984年） - 雄一郎
- ニュードキュメンタリードラマ昭和 松本清張事件にせまる 第8話「首相の犯罪 石田検事怪死事件」（1984年、ANB / 松竹）
- オレゴンから愛（1984年、CX）
- 赤い秘密（1985年 TBS / 東映）
- 愛の嵐 第35話（1986年、泉放送制作/東海テレビ放送）- 今西少佐
- 新春ドラマスペシャル / 女たちの森（1987年、ANB）
- 銀河テレビ小説
  - 総務部総務課山口六平太 第1話（1988年） - 額縁屋
- 火曜サスペンス劇場（NTV）
  - 「松本清張スペシャル・捜査圏外の条件」（1989年、松竹・霧企画） - 刑事
  - 魔術はささやく（1990年） - 菅野剛造 役

### 映画
- 狼の紋章（1973年、東宝） - 大貫校長
- 連合艦隊（1981年、東宝） - 駆逐艦隊司令

### テレビアニメ
1963年
- 狼少年ケン（1963年 - 1965年）
- 鉄腕アトム (アニメ第1作)

1965年
- 宇宙パトロールホッパ
- 宇宙少年ソラン
- ジャングル大帝

1967年
- パーマン

1968年
- 怪物くん（TBS版）（1968年 - 1969年、フランケン）
- ゲゲゲの鬼太郎（第1作）（1968年 - 1969年）

1969年
- 巨人の星
- 佐武と市捕物控（弥七）
- タイガーマスク（1969年 - 1970年、ドン・ルカーチ、力道山）

1970年
- あしたのジョー（1970年 - 1971年）

1972年
- アストロガンガー（ブラポット、ブラスター22 / セブンエイスター、OXガスター、ブラックワルダー）
- 海のトリトン（ネレウス）
- おんぶおばけ
- 樫の木モック（総理、タヌキ）
- ゲゲゲの鬼太郎（第2作）
- デビルマン（1972年 - 1973年）

1973年
- ドロロンえん魔くん

1974年
- 昆虫物語 新みなしごハッチ

1975年
- タイムボカン（大男、カッコマン五世）

1976年
- ポールのミラクル大作戦（ウラジーノ）

1977年
- おれは鉄兵（上杉広美）
- 風船少女テンプルちゃん（親分）
- ヤッターマン（社長、村長、ヘンジー、アレスサンダー大王）
- あらいぐまラスカル（ジム）

1978年
- 家なき子
- 銀河鉄道999（アンタレス）
- 女王陛下のプティアンジェ（ジェイソン、長官）
- 野球狂の詩（殿岡、武藤、主審）
- ルパン三世 (TV第2シリーズ)（1978年 - 1980年）

1979年
- ゼンダマン（老王、隊長）
- 無敵鋼人ダイターン3（1978年 - 1979年、ビューティの父）

1980年
- ずっこけナイトドンデラマンチャ（カラボス）

1981年
- 怪物くん（木人ウドー）
- 鉄腕アトム (アニメ第2作)（ワクチン）
- 名犬ジョリィ（メンドーサ）
- まんが 水戸黄門

1982年
- The・かぼちゃワイン（冬五郎）
- じゃりン子チエ（大親分〈ドテラの留吉〉、デンプシー）

1983年
- イタダキマン（ガバール）
- キャッツ・アイ（矢吹豪介）
- キャプテン
- まんが日本史（茶屋四郎次郎）
- 光速電神アルベガス（田吾作）

1984年
- 巨神ゴーグ（船長）
- 牧場の少女カトリ（ヘルマン）
- 名探偵ホームズ（ジョージ卿）
- ルパン三世 PARTIII（1984年 - 1985年）

1985年
- おねがい!サミアどん

1986年
- ゲゲゲの鬼太郎（第3作）（1986年 - 1987年、百々爺、虚無僧）
- Bugってハニー

1989年
- 魔法使いサリー（1989年版）（サンタクロース）

1990年
- 平成天才バカボン（元金持）

1991年
- 太陽の勇者ファイバード（1991年 - 1992年、ヒルマン教授）

1992年
- チエちゃん奮戦記 じゃりン子チエ（モービーディック）
- ルパン三世 ロシアより愛をこめて（カルシオーネ）

1994年
- ジャングルの王者ターちゃん♡（ロビンソン）

### 劇場アニメ
1965年
- ガリバーの宇宙旅行（青い星のロボット）

1971年
- アリババと40匹の盗賊

1981年
- じゃりン子チエ（客A）
- ドラえもん のび太の宇宙開拓史（ゴス）
- フリテンくん

1992年
- せんぼんまつばら 川と生きる少年たち（庄屋）

### OVA
- 神州魑魅変（1988年、紀伊國屋文左衛門）
- 銀河英雄伝説（1989年、ルフェーブル中将）
- THE八犬伝（1990年、足利成氏）
- 一本包丁満太郎（1991年、風味銀平）
- 難波金融伝・ミナミの帝王（1993年、源内）

### ドラマCD
- かまいたちの夜（ちょっとエッチなかまいたちの夜）（1994年、香山誠一）

### 吹き替え

#### 映画
- アイアン・ウィル/白銀に燃えて（アンガス = ブライアン・コックス）
- アウター・リミッツ（アンテオン遊星人）
- アラモ（ボブ）※テレビ朝日版
- アンタッチャブル（マイク署長 = リチャード・ブラッドフォード）※フジテレビ版
- イスタンブール特急（レンツ = ウェルナー・ピータース）※フジテレビ版
- エル・シド（ベン・ユサフ = ハーバート・ロム）
- エンゼル・ハート（スターン刑事 = エリオット・キーナー）※フジテレビ版（BD版に収録）
- おかしなおかしなおかしな世界（タイラー・フィッツジェラルド = ジム・バッカス）※テレビ朝日版（DVD収録）
- 俺たちは天使じゃない（レベスク神父 = ホイト・アクストン）
- 風と共に去りぬ（ジェラルド・オハラ = トーマス・ミッチェル）※DVD・ビデオ版
- キー・ラーゴ（リチャード・ホフ = トーマス・ゴメス）※テレビ朝日版（BD版に収録）
- ギルティ/罪深き罪（モー = ジャック・ウォーデン）
- クイズ・ショウ（NBC社長 = アラン・リッチ）
- グレムリン（コーベン頭取 = エドワード・アンドリュース）※テレビ版
- 軍用列車（オブライエン = チャールズ・ダーニング）※TBS版
- 幸福の条件（ラングフォード = リップ・テイラー）※ソフト版
- 荒野の用心棒（カルロス = ホセ・カルヴォ）※TBS新録版（BD版に収録）
- ゴッドファーザー（ルカ・ブラジ）※日本テレビ版
- サイコ3/怨霊の囁き（ジョン・ハント保安官 = ヒュー・ギリン）※TBS版
- ザ・ファーム 法律事務所（ウィリアム・デヴァシャー = ウィルフォード・ブリムリー）※ソフト版
- サンダーブラスト 地上最強の戦車（マキシミリアーノ・ブロガド将軍 = ルネ・エンリケス）※テレビ朝日版
- JFK（ジャック・ルビー = ブライアン・ドイル＝マーレイ）※テレビ朝日版
- ジェフ（マルコ = アルベール・メディナ）※テレビ朝日版
- 地獄の艦隊（ヤコブ = ルーベン・バー＝ヨータム）※テレビ版
- 地獄の7人（セイラー = ランドール・“テックス”・コッブ）※日本テレビ版
- ジャイアンツ（バウリーおじさん = チル・ウィルス）※TBS版
- ジャガーノート（カーティン宴会部長 = ロイ・キニア）
- ショート・サーキット2 がんばれ!ジョニー5（オスカー・ボールドウィン = ジャック・ウェストン）※VHS版
- 新スーパーマンシーズン1（ジョナサン・ケント〈エディー・ジョーンズ〉）
- スーパーマンII ※テレビ朝日版
- 青春の城 コビントン・クロス（ハラルド = マイク・サヴェージ）
- 西部悪人伝（オハラ判事 = ジャンニ・リッツォ）
- 続・猿の惑星（ウルサス将軍 = ジェームズ・グレゴリー）※TBS版
- ダーティハリー（ジャフィー = ウッドロー・パーフリー、酒屋店主）※テレビ朝日版（ソフト版に収録）
  - ダーティハリー3（フランク・ディジョルジョ = ジョン・ミッチャム）※テレビ朝日版（ソフト版に収録）
- 大西部無頼列伝（フォルゲン = ジャンニ・リッツォ）※TBS版
- 大陸横断超特急（ボブ・スウィート = ネッド・ビーティ）※LD版
- 007シリーズ（M = バーナード・リー）※TBS版
  - 007 ドクター・ノオ
  - 007 ロシアより愛をこめて　
  - 007 サンダーボール作戦
  - 007は二度死ぬ
  - 女王陛下の007
  - 007 ダイヤモンドは永遠に
  - 007 死ぬのは奴らだ　
  - 007 黄金銃を持つ男
  - 007 私を愛したスパイ　
  - 007 ムーンレイカー
- 誰が為に鐘は鳴る（ゴルス将軍 = レオ・ブルガーコフ）※TBS版
- 地球最後の日（ジョージ・フライ博士 = スティーブン・チェイス）
- 月の輝く夜に（コスモ・カストリーニ = ヴィンセント・ガーディニア）※ANA機内上映版[15]
- デイズ・オブ・サンダー（ビッグ・ジョン = フレッド・トンプソン）※ソフト版
- 鉄道員（ジジ = サロ・ウルツィ）※テレビ朝日新録版
- 動物と子供たちの詩（シド・シェッカー = ジェシー・ホワイト）※フジテレビ版
- 南部の唄（リーマスおじさん = ジェームズ・バスケット）※BVHE版
- 盗みのプロ部隊（ジェームズ・アンダース = エドワード・G・ロビンソン）※日本テレビ版
- バード・オン・ワイヤー（マーヴィン、ローン）※ソフト版
- ハード・ターゲット（ドゥービー = ウィルフォード・ブリムリー）※DVD・ビデオ版
- 白鯨（マップル神父 = オーソン・ウェルズ、ガーデナー船長 = フランシス・デ・ウルフ）※TBS版
- パットン大戦車軍団（ウォルター・ベデル・スミス米陸軍少将 = エド・ビンズ）※LD版
- パトリオット・ゲーム（グリーア = ジェームズ・アール・ジョーンズ）※ソフト版
- パラダイス・アレイ（ビッグ・グローリー = フランク・マクレー）
- バロン（サルタン = ピーター・ジェフリー）※ソフト版
- ファイナル・カウントダウン（チャップマン上院議員 = チャールズ・ダーニング）※TBS版
- ファイヤーフォックス（ブラウン将軍、クツゾフ）※TBS版
- ブラックライダー（アイアン・ジョン = キーナン・ウィン）※テレビ朝日版
- フレンジー（フェリックス・フォーサイス = バーナード・クリビンス[16]）※テレビ朝日版
- ブロンコ・ビリー（ディックス保安官 = ウォルター・バーンズ）※テレビ朝日版
- ペイルライダー（マクギル = ダグ・マクグラス）※TBS版
- ホワイトハウス狂騒曲（ジーク・ブリッジス = ノーブル・ウィリンガム）※ソフト版
- マイ・フェア・レディ（ヒュー・ピカリング大佐 = ウィルフリッド・ハイド＝ホワイト）※テレビ東京版
- マッド・ギャリソン（ウィリー・ランバート = ノーマン・アルデン）
- マッドマックス/サンダードーム（ザ・コレクター = フランク・スリング）※フジテレビ版（BD-BOX版に収録）
- 摩天楼ブルース（ワコー = レニー・モンタナ）
- ミッドウェイ（細萱戊子郎中将 = デール・イシモト）※日本テレビ版、テレビ朝日版
- ミッドナイト・エクスプレス（リフキー = パオロ・ボナチェリ）
- 南から来た用心棒（神父）※TBS版
- 名探偵再登場（ペペ・ダマスカス = ドム・デルイーズ）※TBS版
- 奴らを高く吊るせ!（囚人 = ジェームズ・ウェスターフィールド）※テレビ朝日版
- 夕陽のガンマン（ブラッキー = フランク・ブラナ）※テレビ朝日版（ソフト版に収録）
- ラブリー・オールドメン（チャック = オジー・デイヴィス）
- リオ・ロボ（ジョーンズ = デヴィッド・ハドルストン）※フジテレビ版（BD版に収録）
- 隣人（ゴードン = E・G・マーシャル）※ソフト版
- レイダース/失われたアーク《聖櫃》（イートン）※日本テレビ版
- レッド・オクトーバーを追え!（ルイセンコ = ジョス・アクランド）※ソフト版
- ロビンとマリアン（タック修道士）※テレビ朝日版
- ロビン・フッド（ヘレフォードの司教 = ハロルド・イノセント）※フジテレビ版
- ワイルドバンチ（パット・ハリガン = アルバート・デッカー）

#### ドラマ
- アメリカン・ヒーロー（ボーマン〈アレックス・ロディン〉）
- ウルトラマンG（ジョンソン）
- 恐竜家族（アシュレー）
- 刑事コロンボシリーズ
  - 黒のエチュード（ベンソン獣医 = マイケル・フォックス）
  - 断たれた音（ベンソン獣医 = マイケル・フォックス）
  - 意識の下の映像（パターソン社長 = フランシス・デ・セールズ）
- 拳銃無宿 「魔の貨車」
- 新スタートレック #100（デイソン艦長〈ポール・ウィンフィールド〉）
- 0011ナポレオン・ソロ #47
- 電撃スパイ作戦 #6（パブのマスター）、＃10（門番〈パトリック・ダーキン〉）、#15（ホテルのボーイ、ヨセフ〈ゴッドフリー・クイグリー〉）、#19 （バーの酔っ払い〈ジョージ・ブロデリク〉、ホード〈ジェロルド・ウェルズ〉）
- 逃亡者 #10（バーテンダー〈ジョン・ダーヘイム〉）、#15（ルー・ブラガン〈ジェームス・ダン〉）、#98（サム保安官〈リーチャード・オブライエン〉）
- 秘密指令S #11（パブのマスター）
- 名探偵ポワロ ポワロのクリスマス（トレッシリアン〈ジョン・ホースリー〉）※NHK版

#### アニメ
- ジャングル・ブック（バギーラ[17]）※BVHE版
- チップとデールの大作戦（カーネル、署長）※新吹き替え版
- ピノキオ 新しい冒険（蜂の町長）
- わんわん物語（ブルドッグ）

#### 人形劇
- サンダーバード（ブロフィ）

### 特撮
1968年
- 河童の三平 妖怪大作戦（もののけ様の声）

1970年
- チビラくん（海賊デバラの声）

1972年
- 快傑ライオン丸（デボノバの声〈4代目〉）
- サンダーマスク（魔王デカンダの声）
- 人造人間キカイダー（シルバーキャットの声）
- 超人バロム・1（ヤゴゲルゲの声、ハサミルゲの声）

1973年
- イナズマン（ヒャクメバンバラの声）
- キカイダー01（シャドウナイトの声〈初代〉）

1978年
- UFO大戦争 戦え! レッドタイガー（ギラー指揮官の声、ユラー指揮官の声、シマッター指揮官の声）

1979年
- バトルフィーバーJ（シンゾウ怪人の声）

1981年
- ロボット8ちゃん（マリウスの声）

1987年
- 仮面ライダーBLACK 第11話「飢えた怪人たち」 - 警官

1991年
- 特救指令ソルブレイン（岡田松太郎）

1994年
- 忍者戦隊カクレンジャー（1994年 - 1995年、ウシオニの声、唐津銀次郎）

### CM
- 松下電器産業 電子式自動トースター（1974年、ACC CMフェスティバル 第14回テレビフィルムCM部門秀作賞）

### 人形劇
- 加トちゃんケンちゃん ファンタジーワールド（1989年、TBS）
- こどもにんぎょう劇場「さるとかに」（臼）